# Femmes et mathématiques
L'association Femmes et mathématiques, créée en 1987, est une association loi de 1901, destinée à promouvoir les femmes dans les études et métiers mathématiques et plus généralement scientifiques et techniques.
Ses principaux objectifs sont :
- agir pour la promotion des femmes dans le milieu scientifique et plus spécifiquement mathématique ;
- encourager la présence des filles dans les études mathématiques et plus généralement scientifiques et techniques ;
- être un lieu de rencontre entre mathématiciennes et enseignantes de mathématiques.

L'association a son siège à l'Institut Henri-Poincaré, Maison des Mathématiques et de la Physique théorique à Paris.

## Actions
Chaque année, l'association organise un forum des jeunes mathématiciennes dans une université différente. 
Depuis 2009, Femmes et mathématiques organise, en partenariat avec Animath, des journées « Filles et maths : une équation lumineuse », destinées à aider les filles à dépasser leur représentation des métiers liés aux mathématiques, à ne pas minorer leurs ambitions et à ouvrir l’éventail de leurs choix possibles dans les filières scientifiques.

## Partenaires
L'association participe à des opérations variées avec d'autres sociétés savantes ou professionnelles, en particulier la Société mathématique de France, la Société de mathématiques appliquées et industrielles, l'association des professeurs de mathématiques de l'enseignement public, l'union des professeurs de spéciales, les associations Femmes et Sciences et Femmes ingénieurs.
Femmes et mathématiques fait partie, en tant qu'association, des fondatrices de Femmes et sciences en 2000, avec Françoise Cyrot-Lackman, Huguette Delavault, Françoise Gaspard, Claudine Hermann et Colette Kreder.

## Présidentes
- Marie-Françoise Roy (1987-1989),
- Françoise Delon (1989-1990),
- Michèle Audin (1990-1991),
- Catherine Goldstein (1991-1992),
- Sylvie Paycha (1992-1995),
- Colette Guillopé (1995-1998),
- Julianne Unterberger (1998-2000),
- Christine Charretton (2000-2002),
- Véronique Slovacek-Chauveau (2002-2006),
- Véronique Lizan (2006-2012),
- Laurence Broze (2012-2018),
- Anne Boyé (depuis 2018)[1].